# Наталия Андреева
Наталия Андреева е българска поетеса, писателка на научна фантастика и литературна критичка.

## Биография и творчество
Родена е през 1955 г. в Бургас. Завършва Техникума по механотехника (1974) в Бургас. През 1983 г. се дипломира като машинен инженер в Техническия университет – София, а през 1990 г. – като журналист по културни проблеми в  Софийския университет.
От началото на 90-те години живее в Бавария, Германия. Публикувала е сборниците с новели „Плач по невъзможното“ и „Зелена, любя те“, стихосбирките „През пукнатината на сърцето“ и „Фенерите на ада“, както и два сборника с лирика на немски: „Ein Blick von oben“ („Поглед отгоре“) и „Rose, Kreuz und Freiheit“ („Роза, кръст и свобода“).
Авторка е на десетки повести и разкази, сред които „Спящата и прокълната“, „Право да убиеш някого“ и „Раждането на жената“.

## Награди
- Награда за поезия на Националния студентски конкурс на Софийския университет (1980),
- Първа награда за поезия на Националния литературен конкурс „Цветан Зангов“ (1981),
- Литературна награда „Димчо Дебелянов“ за първа поетична книга (1983).[2]